# Villalbilla de Villadiego
Villalbilla de Villadiego es una localidad española de la provincia de Burgos, en la comunidad autónoma de Castilla y León. Pertenece al municipio de Villadiego.

## Ubicación
Villalbilla de Villadiego está situado al noroeste de la provincia de Burgos, en la comarca de Odra-Pisuerga, a 42 km de la capital de provincia. Lo atraviesan el río Grande y su afluente el río Chico, ambos de escaso caudal y afectados de estiaje. Su terreno tiene suaves pendientes al norte y noreste, abriéndose en llanura hacia el sur. Está al sur de las estribaciones de Peña Amaya. A la localidad se accede por la carretera BU-V-6217 que parte de la carretera autonómica BU-62, que une Villadiego con Humada y Quintanas de Valdelucio.

## Estructura urbana
El pueblo se distribuye longitudinalmente siguiendo el eje de la carretera de Hormicedo, con un núcleo de casas dispersas en calles de estructura anárquica que se agrupan en torno al alto de la Revilla donde se ubica la iglesia de San Martín. Las casas, generalmente de piedra caliza, constan de dos plantas y desván; algunas contaron con una dependencia aneja, la hornera, y, en casos aislados, este conjunto se completaba con un palomar. Junto a las casas es habitual que haya un cercado dedicado a huerta o jardín, con pozo.

## Historia

### Edad Media
En 1124 aparece citado como Villa-Albelam, que significaría villa blanquilla.
En el término de San Cucado / La Quintanilla pudo haber estado el emplazamiento del monasterio de San Fausto de Treviño, citado en 1124, de acuerdo con Gonzalo Martínez Díez.
En 1232 aparece citado como en un documento del Hospital del Rey de Burgos. En 1135 Alfonso VII le otorgó un fuero, que duró poco. Aparece en Becerro de las Behetrías (siglo XIV) con el nombre de Villa Haluiella, en el consta ser señorío de los Sandoval y de los Rojas.

### Edad Moderna
Lugar que formaba parte de la Cuadrilla del Condado, recibiendo en nombre de Villalbilla en el Partido de Villadiego, uno de los catorce que formaban la Intendencia de Burgos. Durante el periodo comprendido entre 1785 y 1833, tal como detalla el Censo de Floridablanca de 1787, consta que era jurisdicción de señorío secular, siendo su titular el duque de Frías, quien nombraba alcalde pedáneo a propuesta del adelantado.
El Catastro de Ensenada en 1751 indicaba que en el pueblo había arriero, carpintero, herrero, dos sastres, cardador, barbero-sangrador, taberna y panadería. Había 75 casas habitables, incluyendo la casa cural y el ayuntamiento. Contaba con casa hospital y con fragua.

### Edad Contemporánea
Madoz lo denomina como Villalvilla junto a Villadiego y lo describe a mediados del siglo XIX como:

lugar en la provincia, audiencia territorial, capitanía general y diócesis de Burgos. Partido Judicial de Villadiego. Situado en un extremo de la llanura de Campos. Clima frío. Tiene 50 casas, escuela de instrucción primaria, iglesia parroquial (Santa Martina) servida por un cura párroco. El término confina al norte con Hormicedo, al este con Boada de Villadiego, al sur con Tablada y al oeste con Barrios de Villadiego. Terreno de mediana calidad que fertiliza un pequeño arroyo. Lo cruzan varios caminos locales. Produce cereales y legumbres. Cría ganado lanar y vacuno. Población: 30 vecinos con 95 habitantes. Contribución 5 531 reales con 3 maravedíes.

De acuerdo con el censo de 1857, el nombre anterior era Villalvilla de Villadiego. Pasó a llamarse, el 2 de julio de 1916, Villalbilla de Villadiego por real decreto. En 1886 contaba con los siguientes servicios:

Secretario, Juez municipal, Fiscal, Párroco (Felipe Pérez), Profesor de instrucción pública (Felipe García), dos Constructores de carros (Miguel Martín y Eugenio Pérez), un Molino harinero (Clotilde Fernández), Herrero (Raimundo Santamaría), Médico (Fidel Porres), Posada (José Díez) y Veterinario (José Orcajo).

En el Nomenclátor de 1920 se indica que contaba con 51 edificios habitados; 12 accidentalmente deshabitados y 5 deshabitados: De dos pisos tenía 55 y de tres 13; barracas, cuevas o chozas tenía 19, haciendo un total de 87 edificios. Los habitantes de hecho eran 213 y de derecho 214. El molino contaba con 8 habitantes de hecho y 6 de derecho.

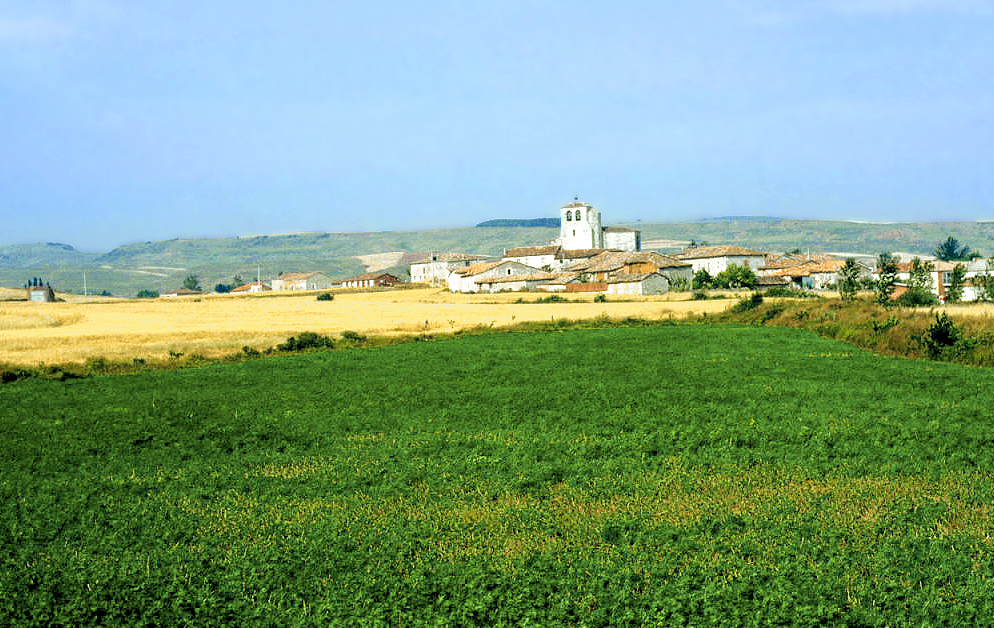
Vista de la localidad en 1990

Con fecha 7 de abril de 1970, el municipio de Villalbilla de Villadiego (integrado por Villalbilla y Tablada de Villadiego) se extingue y su territorio se incorpora a Villadiego.

## Patrimonio

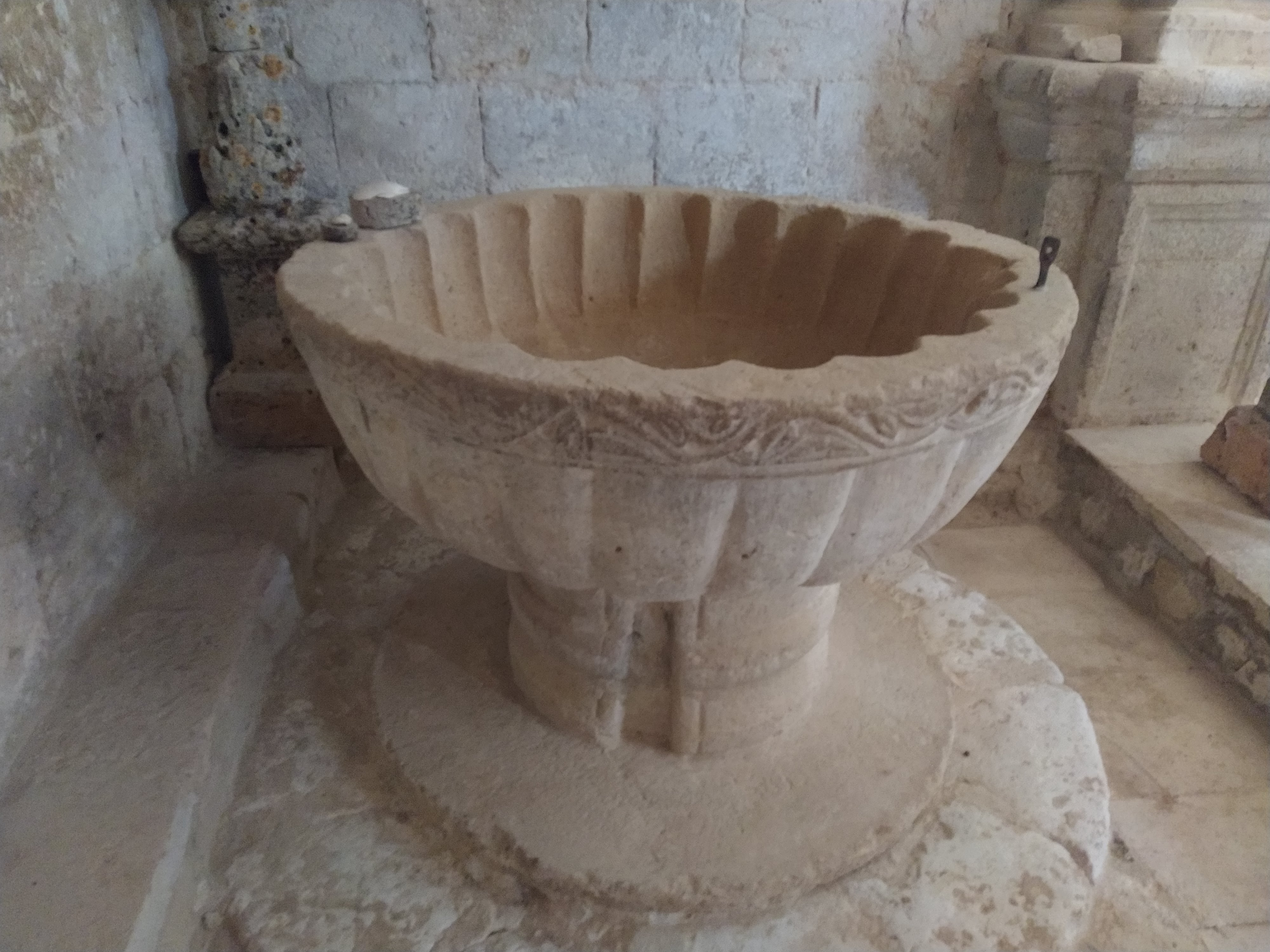
Pila bautismal de Villalbilla de Villadiego

- Pila bautismal de Villalbilla de VilladiegoIglesia de San Martín Obispo:[4][12][3] Está en un alto. El original tardorrománico del siglo XIII sufrió una transformación tardogótica. Sufrió reformas importantes en el siglo XVIII, incluyendo una gran portada neoclásica externa que da paso a la portada barroca del siglo XVII, más interior. De su origen románico se conservan los soportes del arco triunfal y una gran pila bautismal románica. Torre poligonal con escalera de caracol. Capillas adosadas.
- Ermita de San Roque:[3] Se ubica en el núcleo urbano. Planta rectangular (11 x 7 m). Sillares de caliza. Cubierta a cuatro aguas. Portada con arco de medio punto. En la pared oeste hubo una puerta con dintel, ahora tapiada. Origen bajomedieval.
- Puente de San Martín:[3] Sobre el arroyo de la Gargantilla, aguas arriba del molino de Villalbilla. Conserva del original dos apoyos de bloques de caliza unidos con mampostería. Tiene muros de contención aguas arriba. Piedras planas en la caravista. Ancho de calle de 1,5 m. Relacionado con el despoblado de San Martín.
- Estela discoidal:[3] Datada en 1870.

## Demografía
| Gráfica de evolución demográfica de Villalbilla de Villadiego entre 1842 y 1960 |
| |
| Población de derecho según los censos de población del INE Población de hecho según los censos de población del INEEn estos censos se denominaba Villalvilla junto a Villadiego: 1842, 1857, 1860, 1877 y 1887. En estos censos se denominaba Villalbilla junto a Villadiego: 1897, 1900 y 1910. Entre el censo de 1970 y el anterior, este municipio desaparece porque se integra en el municipio Villadiego. |

## Despoblados
- La Olmera: Ubicado la zona de San Cucado / La Quintanilla. Su existencia se acredita por la acumulación de materiales constructivos (teja curva y ladrillo macizo), con presencia de producciones cerámicas variadas. Este pudo haber sido el emplazamiento del monasterio de San Fausto de Treviño. Tiene, al menos, una datación bajomedieval.
- San Martín:[3] A 100 m de la margen izquierda del arroyo Gargantilla. Se concentra cierta cantidad de material constructivo (teja curva, ladrillo macizo, piedra caliza), así como cerámica a torno y elementos vidriados. La tradición oral ubica aquí la existencia de un antiguo pueblo.

## Ocio
Fiestas
11 de noviembre, festividad de San Martín.
16 de agosto, festividad de San Roque.
Mes de agosto: Verano cultural.
Sendero de la GargantillaSeñalizado. 15,4 km. 240 m de desnivel.
Coto de cazaNúmero BU-10845. Constituido el 13/12/1991. Superficie 1093,09 ha.
Cursos de agua cangrejerosActualmente el cangrejo autóctono, Austrapotamobius pallipes, está al borde de la extinción.